# Jacky Noguez
Jacky Noguez (n. 17 aprilie 1929, Égreville⁠(d), Île-de-France, Franța – d. 18 august 2007) a fost un dirijor francez de orchestre de muzică ușoară 